# Гаибов, Мирза Мамедгулу
Мирза Мамедгулу (Мухаммед) Гаибов (азерб. Mirzə Məmmədqulu Qayıbov; 1818, Шуша — 1875, Шуша, Кавказское наместничество) — азербайджанский врач XIX века, заложивший основы хирургической науки в Азербайджане. Был одним из образованнейших врачей своей эпохи.

## Биография
Мирза Мамедгулу Гаибов родился в 1818 году в Шуше. Среднее образование получил в Шуше. Для овладения науками отправился в иранский город Исфахан. Мирза Мамедгулу Гаибов пять лет учился у выдающихся ученых-медиков Востока, после чего вернулся в Шушу. Когда Гаибов учился в Исфахане, он приобрел там рукописи «Канона врачебной науки» Ибн Сины XII века и привез её в Тебриз, и оттуда в Шушу (в 1950-х его внук Г. Гаибов, который был врачом и работал в городе Шуше до 80-х годов передал их в Республиканский фонд Академии наук Азербайджанской ССР).
В Шуше Гаибов был хакимбаши (главный врач) Хуршидбану Натаван — известной азербайджанской поэтессы XIX века.
На родине Гаибов занимался лечением ран и переломов, проводил хирургические операции. Врач-хирург во дворце карабахского хана оказывал различные услуги известным современникам — лечил ожоги и гнойные раны, костную патологию, в то же время не отказывался от медицинского содействия жителям окрестных деревень.